# 4711 Kathy
4711 Kathy è un asteroide della fascia principale. Scoperto nel 1989, presenta un'orbita caratterizzata da un semiasse maggiore pari a 2,3818580 UA e da un'eccentricità di 0,2576258, inclinata di 10,22547° rispetto all'eclittica.